# أبمنستر بريج (محطة مترو أنفاق لندن)
أبمنستر بريج (بالإنجليزية: Upminster Bridge)‏ هي إحدى محطات مترو أنفاق لندن. تقع على خط ديستريكت أفتتحت في المنطقة (Zone) رقم 6 أفتتحت في 17 ديسمبر 1934.